# Erysiphe lycopsidis
Erysiphe lycopsidis är en svampart som beskrevs av R.Y. Zheng & G.Q. Chen 1981. Erysiphe lycopsidis ingår i släktet Erysiphe och familjen Erysiphaceae.   Inga underarter finns listade i Catalogue of Life.